# أرتي بيل
أرتي بيل (بالإنجليزية: Artie Bell)‏ كان متسابق دراجات نارية بريطاني. نافس في سباقات بطولة العالم لفئة 500 سي سي. كما شارك في كأس جزيرة مان السياحية.